# SP u hokeju na ledu Divizije II
SP u hokeju na ledu Divizije II je godišnje natjecanje u športu hokeju na ledu kojeg organizira Međunarodna federacija u hokeju na ledu. 

## Natjecateljski sustav
Natjecanja u Diviziji se odvija u dvije skupine. 
Posljednje dvije momčadi u svakoj skupini Divizije I ispadaju u Diviziju II, u kojoj sudjeluju iduće godine. Pobjednici svake skupine u Diviziji II se plasiraju u Diviziju I, a najslabija momčad iz svake skupine u Diviziji II ispada u Diviziju III.
Igra se po turnirskom jednokružnom liga-sustavu; igra se samo jedan turnir kod jedne zemlje sudionice ove Divizije. Taj turnir ujedno predstavlja svjetsko prvenstvo za tu godinu.

## Povijest
U današnjem obliku, Divizija II se održava od 2001. godine, kada je Divizija II formirana od pet najslabije plasiranih momčadi u "C"-skupini (eng. Pool C) i od sedam najboljih momčadi skupine "D" (eng. Pool D).

### Momčadi sudionice
Momčadi u Diviziji II 2007.
U prvenstvu za 2007., IIHF je uveo Srbiju kao sljednika nacionalnog predstavništva Srbije i Crne Gore.
| Momčad     | u Diviziji II od |
| ---------- | ---------------- |
| Australija | 2001.            |
| Belgija    | 2005.            |
| Bugarska   | 1999.            |
| Hrvatska   | 2007.            |
| Sj. Koreja | 2003.            |
| Island     | 2007.            |
| Izrael     | 2007.            |
| J. Koreja  | 2005.            |
| Meksiko    | 2006.            |
| Srbija     | 2000.            |
| Španjolska | 2000.            |
| Turska     | 2007.            |

### Prvenstva Divizije II
| Domaćin                                         | Godina | Napredovali dalje | Napredovali dalje | Ispali      | Ispali      |
| ----------------------------------------------- | ------ | ----------------- | ----------------- | ----------- | ----------- |
| ...                                             | 2001.  | J.Koreja          | Rumunjska         | Novi Zeland | Meksiko     |
| ...                                             | 2002.  | Estonija          | Litva             | Turska      | Luksemburg  |
| ...                                             | 2003.  | J.Koreja          | Belgija           | Meksiko     | Island      |
| Jaca, Španjolska Elektrenai, Litva              | 2004.  | Kina              | Litva             | Luksemburg  | JAR         |
| Zagreb, Hrvatska Beograd, SCG                   | 2005.  | Hrvatska          | Izrael            | Turska      | Island      |
| Sofija, Bugarska Reykyavik, Island              | 2006.  | Rumunjska         | Kina              | JAR         | Novi Zeland |
| Zagreb, Hrvatska Seul, J. Koreja                | 2007.  | Hrvatska          | J.Koreja          | Turska      | Sj. Koreja  |
| Miercurea-Ciuc, Rumunjska Newcastle, Australija | 2008.  | Rumunjska         | Australija        | Irska       | Novi Zeland |
| Novi Sad, Srbija Sofija, Bugarska               | 2009.  | Srbija            | J.Koreja          | Sj. Koreja  | JAR         |
| Naucalpan, Meksiko Narva, Estonija              | 2010.  | Španjolska        | Estonija          | Turska      | Izrael      |

### Prvaci "C"-skupine 1961. – 2000.
Od 1961. do 2000., ovo svjetsko prvenstvo se nazivalo prvenstvom "C"-skupine. Nakon toga je preustrojen natjecateljski sustav.
| Godina | Momčad          |
| ------ | --------------- |
| 1961.  | Rumunjska       |
| 1963.  | Austrija        |
| 1966.  | Italija         |
| 1967.  | Japan           |
| 1969.  | Japan           |
| 1970.  | Austrija        |
| 1971.  | Rumunjska       |
| 1972.  | Austrija        |
| 1973.  | Norveška        |
| 1974.  | Švicarska       |
| 1975.  | Norveška        |
| 1976.  | Austrija        |
| 1977.  | Italija         |
| 1978.  | Nizozemska      |
| 1979.  | Jugoslavija     |
| 1981.  | Austrija        |
| 1982.  | Japan           |
| 1983.  | Nizozemska      |
| 1985.  | Francuska       |
| 1986.  | Norveška        |
| 1987.  | Japan           |
| 1989.  | Nizozemska      |
| 1990.  | Jugoslavija     |
| 1991.  | Danska          |
| 1992.  | Uj. Kraljevstvo |
| 1993.  | Latvija         |
| 1994.  | Slovačka        |
| 1995.  | Bjelorusija     |
| 1996.  | Kazahstan       |
| 1997.  | Ukrajina        |
| 1998.  | Mađarska        |
| 1999.  | Nizozemska      |
| 2000.  | Mađarska        |